# Pavilhão Brasileiro na Feira Mundial de Nova Iorque
O Pavilhão Brasileiro na Feira Mundial de Nova Iorque de 1939-40 foi projetado por Lucio Costa e Oscar Niemeyer.
O Ministério do Trabalho lançou, em 1938, um concurso cujo objetivo era escolher o projeto que iria representar o Brasil. Vencedor do concurso, Lúcio Costa propôs compor um novo projeto em conjunto com o segundo lugar, Oscar Niemeyer.
O edifício reuniu as curvas de Niemeyer e a arquitetura de Lúcio Costa, dentro dos preceitos modernistas. Por se tratar de um pavilhão de exposição, o prédio não existe mais.